# Гравітація (фільм)
«Гравітація» (англ. Gravity) — американсько-британський науково-фантастичний IMAX 3D технотрилер режисера, продюсера та сценариста Альфонсо Куарона. Фільм відкрив 70-й Венеційський кінофестиваль, зібрав понад сто різних нагород, став абсолютним лідером 86-ї церемонії вручення премії «Оскар» — 10 номінацій і 7 перемог. У широкий прокат вийшов у жовтні 2013 року.
Куарон написав сценарій зі своїм сином і вони спробували розробити проєкт на студії Universal Pictures. Після того, як права на проєкт були продані, проєкт підхопила Warner Brothers, студія підібрала декілька актрис перед тим як затвердити Сандру Баллок в головній жіночій ролі. Роберт Дауні (молодший) міг зіграти головну чоловічу роль, але мусив покинути проєкт і його замінив Джордж Клуні.

## Сюжет
Під час роботи американських астронавтів у відкритому космосі відбувається катастрофа. Астронавт-дослідник Раян Стоун (Сандра Буллок), що займалася ремонтом космічного телескопа «Габбл», і ветеран-астронавт Метт Ковальський (Джордж Клуні), командир експедиції на космічному човнику, виявляються єдиними членами команди корабля, що вижили після його зіткнення з космічним сміттям, яке виникло в результаті підриву російського військового супутника.
Оскільки човник отримує пошкодження, що не дозволяють подальший політ на ньому і повернення на Землю, Ковальський вирішує добиратися разом із Раян Стоун до Міжнародної космічної станції за допомогою свого індивідуального ракетного двигуна. Станція також зіштовхнулася з космічним сміттям і покинута екіпажем, на ній залишився космічний корабель типу «Союз» пошкоджений при зіткненні і також непридатний для повернення на Землю. Проте, на думку Ковальського, «Союз» придатний для пересування в космічному просторі і дозволить дістатися до китайської космічної станції «Тяньгун», до якої пристикований космічний апарат «Шеньчжоу», що фактично є копією «Союзу». Також астронавт вираховує, що уламки роблять повне коло навколо Землі за 90 хвилин, і попереджає про це Стоун. Він тягне за собою Раян, у якої закінчується кисень у скафандрі. Відповідаючи на питання Ковальського про те, чи чекає її хтось на Землі, Стоун розповідає йому, що у неї була дочка, яка загинула в результаті нещасного випадку у віці чотирьох років.
Оскільки паливо у двигуні Ковальського закінчилося, в астронавтів виникають проблеми під час зупинки біля МКС. Ковальський жертвує собою, щоб обох астронавтів не віднесло в космос, і відчіпляється. Деякий час він спілкується зі Стоун, поки вона шукає люк корабля, але потім затихає. Стоун потрапляє всередину станції та переходить на «Союз». Однак незабаром їй доводиться знову вийти у відкритий космос для звільнення «Союзу», що зачепився стропами парашута за деталі станції. Під час цього виходу станція знову стикається з потоком космічного сміття, після чого виявляється повністю зруйнованою. Але «Союз» встигає відлетіти на безпечну відстань.
Стоун направляє «Союз» у бік «Тяньгун», але виявляє, що закінчилося паливо основного двигуна, і впадає у відчай. Вона намагається викликати космонавтів «Тяньгун» і випадково ловить сигнал із Землі від якогось Анінгака, який говорить незрозумілим їй інупіаком; поруч із ним чути також гавкіт собак і плач дитини. Поступово замерзаючи в охолоджуваному кораблі, Стоун перекриває собі кисень і готується до смерті.
Несподівано в кабіну входить Ковальський; бачачи стан Стоун, він пропонує їй вирішити, чи хоче вона продовжувати боротися за життя і чи готова вона почати його заново, повернувшись на Землю і змирившись зі смертю дочки. Він також пропонує використовувати двигуни для м'якої посадки, щоб дістатися до китайської космічної станції. Виявляється, — це лише галюцинації, Ковальський все ж загинув, але ідея спрацьовує. Сильний поштовх дозволяє Стоун дістатися до станції. Вона вилітає з капсули і, використовуючи вогнегасник, як заміну реактивному двигуну, чіпляється за неї та переходить в апарат, що спускається. Сама станція швидко втрачає висоту і незабаром входить в щільні шари атмосфери. Незважаючи на складнощі з розумінням нанесених на кнопки управління китайських ієрогліфів, Стоун, за допомогою знань про принципи управління «Союзом», здійснює відстикування і направляє корабель на посадку. Після вдалої посадки на водну поверхню Стоун покидає корабель і вплав добирається до берега.

## Актори
- Сандра Буллок — Раян Стоун
- Джордж Клуні — Метт Ковальський
- Ед Гарріс — контроль місії в Х'юстоні, голос

## Виробництво
Проєкт перебував в розробці на Universal Pictures протягом декількох років, але студія розмістила його на продаж. Warner Brothers придбала проєкт, який у лютому 2010 року привернув увагу Анджеліни Джолі, яка відмовилася зніматись у продовженні Wanted. У тому ж місяці вона вийшла з проєкту, частково тому, що студії не схотіли платити їй $20 млн гонорару, який вона отримала за її останні два фільми — $ 19 млн за фільм «Турист» і понад 20 мільйонів доларів за «Солт». Також причиною було те, що акторка хотіла працювати над своїм режисерським проєктом про війну у Боснії «У країні крові і меду». У березні Роберт Дауні (молодший) вступив у переговори щодо головної чоловічої ролі у фільмі.

## Кастинг
У середині 2010 року Маріон Котіяр проходила проби на головну жіночу роль. До серпня 2010 року Скарлетт Йоханссон і Блейк Лайвлі боролися за головну роль. У вересні Куарон отримав схвалення від Warner Brothers, на пропозицію ролі без кінопроби Наталі Портман, яку хвалили за її нещодавню роботу у фільмі «Чорний лебідь». Портман вийшла з проєкту через конфлікти у графіку, і тоді Warner Brothers звернулися до Сандри Буллок. У листопаді 2010 року Дауні покинув проєкт, щоб знятися у фільмі «Як розмовляти з дівчатами», творчого проєкту режисера Шона Леві. У грудні того ж року Баллок підписала контракт на головну жіночу роль, Джордж Клуні замінив Дауні.

## Зйомка
«Гравітація» мала виробничий бюджет у $80 млн і знята на цифрові камери. «Живі» кадри відзняли на Pinewood Shepperton Studios у Великій Британії під керівництвом візуальними ефектами Тіма Веббера на Framestore в Лондоні. 3D розроблене Крісом Парксом. Більшість 3D створено завдяки стереовізуалізації (рендерингу) CG в Framestore з подальшим перетворенням на Prime Focus, Лондон та додатковим перетворенням у Framestore. Керівником з Prime Focus'у був Річард Бейкер. Зйомки почалися в Лондоні у травні 2011 року, хоча в першому трейлері звучали вибухи, Куарон підтвердив, що сцени в космосі будуть у повній тиші: «Вони вставили вибухи [у трейлері]. Як ми знаємо, у космосі немає звуку. У фільмі ми його і не робили».

## Відгуки
Світова прем'єра «Гравітації» відбулася 28 серпня 2013 року на Венеціанському кінофестивалі, де стрічка отримала загальне визнання критиків і глядачів, які хвалили акторську гру, режисуру, сценарій, операторську роботу, візуальні ефекти, чудове використання 3D, і музичний супровід Стівена Прайса. Станом на 9 вересня Rotten Tomatoes повідомив, що 100 % критиків дали фільму позитивні відгуки на основі 22 відгуків із середнім балом 8,8 з 10. Джастін Ченж із тижневика Variety стверджує, що фільм «відновлює почуття подиву, жаху і можливості великого екрана, які мають викликати захоплення серед критиків і глядачів по всьому світу».
Фільм отримав високу оцінку режисера Джеймса Кемерона, який сказав:
Я думаю, що це найкращі космічні зйомки в історії кіно, я думаю, що це найкращий космічний фільм в історії кіно, і це те кіно, яке я вже страшенно давно жадав побачити.

## Нагороди
| Нагороди | Нагороди                                 | Нагороди                                                     | Нагороди                                                              | Нагороди  |
| Рік      | Нагорода                                 | Категорія                                                    | Одержувачі та номінації                                               | Результат |
| -------- | ---------------------------------------- | ------------------------------------------------------------ | --------------------------------------------------------------------- | --------- |
| 2013     | Венеційський кінофестиваль               | Future Film Digital Award                                    | Альфонсо Куарон                                                       | Перемога  |
| 2013     | Голлівудський кінофестиваль              | Найкраща Актриса                                             | Сандра Буллок                                                         | Перемога  |
| 2013     | Міжнародний кінофестиваль у Палм-Спрінгс | Desert Palm Award for Best Actress                           | Сандра Буллок                                                         | Перемога  |
| 2014     | People's Choice Award                    | Улюблений Драматичний Фільм                                  | Улюблений Драматичний Фільм                                           | Перемога  |
| 2014     | People's Choice Award                    | Улюблена Актриса у драматичному фільмі                       | Сандра Буллок                                                         | Перемога  |
| 2014     | People's Choice Award                    | Улюблений кіно-дует                                          | Сандра Буллок та Джордж Клуні                                         | Перемога  |
| 2014     | Премія Гільдії кіноакторів США           | Найкраща жіноча роль                                         | Сандра Буллок                                                         | Номінація |
| 2014     | Золотий глобус                           | Найкращий фільм (драма)                                      | Найкращий фільм (драма)                                               | Номінація |
| 2014     | Золотий глобус                           | Найкращий режисер                                            | Альфонсо Куарон                                                       | Перемога  |
| 2014     | Золотий глобус                           | Найкраща жіноча роль (драма)                                 | Сандра Буллок                                                         | Номінація |
| 2014     | Золотий глобус                           | Найкраща музика до фільму                                    | Стівен Прайс                                                          | Номінація |
| 2014     | Премія БАФТА                             | Найкращий фільм                                              | Альфонсо Куарон, Девід Хейман                                         | Номінація |
| 2014     | Премія БАФТА                             | Найкращий британський фільм                                  | Альфонсо Куарон                                                       | Перемога  |
| 2014     | Премія БАФТА                             | Найкраща жіноча головна роль                                 | Сандра Буллок                                                         | Номінація |
| 2014     | Премія БАФТА                             | Найкраща режисура                                            | Альфонсо Куарон                                                       | Перемога  |
| 2014     | Премія БАФТА                             | Найкраща операторська робота                                 | Еммануель Любецкі                                                     | Перемога  |
| 2014     | Премія БАФТА                             | Найкращий звук                                               | Гленн Фрімантл, Скіп Лівсі, Крістофер Бенстід, Нів Адірі, Кріс Манро  | Перемога  |
| 2014     | Премія БАФТА                             | Найкраща музика до фільму                                    | Стівен Прайс                                                          | Перемога  |
| 2014     | Премія БАФТА                             | Найкраща робота художника-постановника                       | Енді Ніколсон, Джоенн Вулард, Розі Гудвін                             | Номінація |
| 2014     | Премія БАФТА                             | Найкращий монтаж                                             | Альфонсо Куарон, Марк Сенгер                                          | Номінація |
| 2014     | Премія БАФТА                             | Найкращі візуальні ефекти                                    | Тім Веббер, Кріс Лоуренс, Дейв Ширк, Ніл Корбоулд, Ніккі Пенні        | Перемога  |
| 2014     | Премія БАФТА                             | Найкращий оригінальний сценарій                              | Альфонсо Куарон, Джонас Куарон                                        | Номінація |
| 2014     | Премія «Оскар»                           | Найкращий фільм                                              | Альфонсо Куарон, Девід Хейман                                         | Номінація |
| 2014     | Премія «Оскар»                           | Найкраща режисерська робота                                  | Альфонсо Куарон                                                       | Перемога  |
| 2014     | Премія «Оскар»                           | Найкраща жіноча роль                                         | Сандра Буллок                                                         | Номінація |
| 2014     | Премія «Оскар»                           | Найкраща музика до фільму                                    | Стівен Прайс                                                          | Перемога  |
| 2014     | Премія «Оскар»                           | Найкраща операторська робота                                 | Еммануель Любецкі                                                     | Перемога  |
| 2014     | Премія «Оскар»                           | Найкраща робота художника-постановника, художника-декоратора | Енді Ніколсон (постановник), Розі Гудвін, Джоенн Вуллард (декоратори) | Номінація |
| 2014     | Премія «Оскар»                           | Найкращий монтаж                                             | Альфонсо Куарон, Марк Сенгер                                          | Перемога  |
| 2014     | Премія «Оскар»                           | Найкращий звук                                               | Скіп Лівсі, Нів Адірі, Крістофер Бенстід, Кріс Манро                  | Перемога  |
| 2014     | Премія «Оскар»                           | Найкращий звуковий монтаж                                    | Гленн Фрімантл                                                        | Перемога  |
| 2014     | Премія «Оскар»                           | Найкращі візуальні ефекти                                    | Тім Веббер, Кріс Лоуренс, Дейв Ширк, Ніл Корбоулд                     | Перемога  |

## Цікаві факти
- Герої фільму є учасниками 157-го польоту програми Space Shuttle. У реальності ж польоти човників завершені 135-ю місією STS-135. Звідси можна оцінити, що події фільму могли б трапитись у 2028 році (польоти космічних човників відбувались приблизно двічі на рік).
- Хоча у фільмі досить багато реалістичних моментів, але фантазії теж не бракує: космічний телескоп «Габбл» знаходиться на орбіті майже на двісті кілометрів вищій ніж МКС, тому долетіти з допомогою реактивного ранця до станції неможливо. Також нереалістичним є рух уламків — зі слів Метта випливає, що швидкість обертання орбітою вдвічі більша за швидкість космонавтів, адже уламки «наздоганяють» їх кожні 90 хвилин, роблячи на один оберт більше. Однак фізичні закони не дозволяють перебувати на одній орбіті тілам з різною швидкістю.